# Mickey Mantle
Mickey Charles Mantle (Spavinaw, 20 oktober 1931 - Dallas, 13 augustus 1995) was een Amerikaans honkbalspeler. In 1974 werd hij in de National Baseball Hall of Fame opgenomen.
Mantle speelde zijn hele achttien jaar durende carrière, van 1951 tot 1968, in de Major League Baseball voor de New York Yankees. Met de Yankees won hij zevenmaal de World Series en twaalfmaal de titel van de American League. Hij wordt beschouwd als een van de beste honkbalspelers ooit.
Mantle stierf op zijn 63e aan de gevolgen van leverkanker na jaren van alcoholmisbruik.
- Bibliothèque nationale de France: cb165267688 (data)
- CiNii: DA12370018
- Gemeinsame Normdatei: 140386513
- International Standard Name Identifier: 0000 0001 2279 3679
- Library of Congress Control Number: n84231483
- MusicBrainz: d9f74816-1878-4561-9e3f-fe835849d3c4
- National Archives and Records Administration: 10569705
- Bibliotheek van het Japanse parlement: 00448753
- Nationale Bibliotheek van Israël: 987007347770105171
- Nederlandse Thesaurus van Auteursnamen: 325576327
- SNAC: w67s826g
- Virtual International Authority File: 45717139
- WorldCat: E39PBJwMBTVGcdH4K7fCpvBByd